# بارتون جلمان
بارتون ديفد جلمان هو مؤلف وصحفي أمريكي معروف بتقاريره عن هجمات 11 سبتمبر، وعن منصب نائب الرئيس ديك تشيني، وعن الكشف عن المراقبة العالمية.
من مولفاته: الصياد: تشيني نائب الرئيس.